# 285 a.C.

## Eventos
- Caio Cláudio Canina e Marco Emílio Lépido, cônsules romanos.
- Ápio Cláudio Cego nomeado ditador pela segunda vez.